# O2Jam
 (décembre 2007).
Si vous disposez d'ouvrages ou d'articles de référence ou si vous connaissez des sites web de qualité traitant du thème abordé ici, merci de compléter l'article en donnant les références utiles à sa vérifiabilité et en les liant à la section « Notes et références ».
O2Jam est un jeu vidéo de rythme en ligne développé par la société coréenne O2Media. Son interface et son concept sont comparables à ceux de Beatmania IIDX.

## Concept
Pour jouer au jeu, il faut tout d'abord rejoindre un salon ou en créer un du nom de son choix, choisir une chanson, la vitesse de défilement et les "rings". Il y a des "music-halls", c'est-à-dire des serveurs, sur lesquels un utilisateur peut jouer. Certains de ces "music-halls" sont nommés d'après les Muses de la mythologie grecque.
Il y a trois serveurs sur la version coréenne d'O2Jam : Melpomin (Melpomène), Kalliope (Calliope) et Kleo (Clio).
Dans la version malaisienne d'O2Jam, il y a également trois serveurs : Kalliope, Kleo et Thalia. Chacun de ces trois serveurs est libre d'accès, bien que la majorité des chansons soient à péage. Chaque serveur impose des restrictions de niveau. Avant que Thalia ne soit créé, sur Kalliope seules les chansons de niveau 15 et moins pouvaient être jouées, tandis que Kleo permettait de jouer les chansons de niveau 13 et plus. Depuis le 9 août 2006, la version malaisienne d'O2Jam possède les trois serveurs : Kalliope, qui comporte désormais une restriction de niveau entre 1 et 13, Thalia, n'autorisant que les niveaux entre 7 et 19 et Kleo, qui n'a pas évolué.
Dans la version philippine, il y a six serveurs "Free-2-Play Forever" (jeu gratuit pour toujours). Ils répondent aux noms de Euta, Thalo, Kalliope, Melpomin, Kleo et Philix. Euta, Kalliope et Kleo sont les serveurs les plus populaires.

### Les Salons
Après avoir choisi un serveur sur lequel jouer, le joueur (communément appelé un O2Jammer dans la communauté d'O2Jam) se voit présenté une liste de "channels" (chaînes), chacune d'entre elles permettant l'accès à un maximum de 100 utilisateurs à la fois. En choisissant une chaîne, le joueur découvre une liste de salons ("rooms"). Le joueur peut alors trouver un salon par lui-même, cliquer sur le bouton "Short Cut" (Raccourci) pour arriver sur un salon disponible au hasard, ou cliquer sur le bouton "Create" (Créer) qui lui permettra de créer son propre salon. Voici la liste des différents types de salon sur O2Jam :
- Single Rooms (Salons en solo). Ce sont les salons où seul le créateur peut jouer. Ces salons sont particulièrement utiles pour s'entraîner sur une chanson nouvelle ou difficile dans la mesure où en mode VS le joueur risque d'être amené à attendre un moment pendant que les autres joueurs finissent la chanson. Toutes les options de difficulté et modificateurs peuvent être sélectionnés en mode solo. Jusqu'au niveau 10, jouer une chanson en mode solo peut donner à un joueur de l'expérience et des crédits de mission, mais par la suite le joueur devra jouer dans des salons VS pour continuer à monter de niveau.
- VS Rooms (Salons Versus). C'est dans ces salons que le jeu prend toute sa dimension multijoueurs. Jusqu'à 7 autres joueurs peuvent rejoindre un salon VS, et la personne qui contrôle le salon (à la base, son créateur) choisit chaque chanson, difficulté, vitesse de défilement et autres modificateurs (notamment les "rings"). Un minimum de deux joueurs dans le salon est requis pour jouer. Le gagnant du match est celui qui possède le plus haut pointage.
- Album Rooms (Salons albums). Ce sont les salons où un joueur ou plus peuvent choisir une liste de chansons et les jouer les uns contre les autres. Les listes de chansons sont des listes prédéfinies avec difficultés elles aussi prédéfinies qui sont jouées sans interruption les unes à la suite des autres. La personne qui contrôle le salon (à la base son créateur) choisit chaque liste, modificateur de vitesse et d'anneaux ("rings"). Bien qu'il y ait énormément de chansons parmi lesquelles choisir, en allant de la difficulté Très facile à Très difficile, ce mode de jeu n'est pas très populaire. Le pointage total pour le match est égal à la somme des pointages pour chacune des chansons, et le gagnant est le joueur qui a le plus haut pointage total.
- Couple Rooms (Salons duo). Ce sont les salons où deux personnes physiquement dans la même pièce ou bien via Internet peuvent s'affronter. Le joueur numéro 1 contrôle les quatre premières notes avec les touches S, D, F et Espace. Le joueur numéro 2 contrôle les 3 dernières notes avec les touches 4, 5 et 6 du pavé numérique. Aucun autre joueur n'est autorisé à entrer. La coopération est requise pour terminer une chanson.
- Jam Rooms (Salon d'improvisation). Ce sont des salons conceptuels qui n'ont jamais été implantés avec succès dans O2Jam. Cette sorte de salon implique que chacun des joueurs joue les notes d'un ou plusieurs instruments dans la chanson. Chaque joueur peut entendre ce que les autres jouent, leur permettant ainsi de coopérer pour compléter la chanson, de la même manière qu'un groupe jouerait une chanson. Cependant, à cause de problèmes de connexion, ce type de salon n'a jamais été implémenté.

### Choisir une chanson
Plus de 350 chansons sur le serveur des Philippines et 270 sur le serveur malaisien sont actuellement disponibles. En considérant toutes les versions existantes d'O2Jam, il y a plus de 580 chansons disponibles (soit environ 3,4 Go en fichiers .ojn et.ojm). En comptant également les chansons non officielles, on dénombre plus de 1300 chansons pesant près de 7 Go. Bien que certaines d'entre elles sont comprises dans l'installateur de base du jeu, la plupart d'entre elles requièrent un téléchargement à part et quelques "e-points" après l'installation. Malheureusement, les téléchargements de chansons sont particulièrement lents, atteignant parfois 15 minutes pour un modem câble. Pour pallier cela, toutes les chansons sont disponibles via un téléchargement Bittorrent.
Les chansons disponibles vont de pièces pour piano à des versions techno de ces mêmes œuvres, en passant par des chansons qui ne sont pas sans rappeler la J-pop, avec un nombre abusif de chansons sur le thème de Noël. La plupart des chansons possèdent 3 niveaux de difficulté. Plus la difficulté croît, plus il y a de notes, traits de percussion et autres sons devant être joués par le joueur, et non pas simplement joués par l'ordinateur. Au niveau de difficulté maximal, de nombreuses chansons n'ont que peu de musique non jouée par l'utilisateur.
Pour être à même de jouer une chanson dans un salon VS, la chanson doit soit être gratuite et préalablement téléchargée par chacun des joueurs, soit payée et téléchargée par ces mêmes joueurs. Pour jouer dans un salon album, chacune des chansons jouées dans l'album doit être téléchargée avant que l'album ne puisse t'être joué.
Une étape facultative durant la sélection de la chanson consiste à choisir l'arrière-plan sur lequel tous les O2Jammers joueront. Cette modification relève du contenu visuel, puisque tout ce que cela change est d'une part le fond sur lequel les avatars des joueurs seront représentés, et d'autre part la police d'affichage des différents Cool, Good, Bad ou Miss ainsi que l'effet visuel apparaissant lorsqu'une note est bien jouée. Par défaut, l'arrière plan est choisi au hasard.

### Jouer une chanson
Jouer une chanson se déroule comme dans la plupart des jeux de rythme en général, et plus particulièrement Beatmania. Les barres horizontales descendent le long de sept colonnes, chacune d'entre elles correspondant à une touche du clavier. Juste avant qu'une n'entre en contact avec le bas de la colonne, le joueur doit appuyer sur la touche correspondant à cette colonne. Comme dans Beatmania, chaque appui sur une touche émet une note, une voix ou tout autre instrument capable d'émettre un son distinct. Un appui au bon moment déclenche également un petit contenu visuel en 3D déterminé par le fond sur lequel les O2Jammers jouent.
L'échelle de notes données par le jeu est, en allant du plus précis appui au ratage total : Cool, Good, Bad ou Miss. Des Cool ou Good consécutifs incrémentent à la fois le compteur de combo et le "Jam-meter" (jauge de progression de l'improvisation en cours, également appelée à tort jauge de confiture) du joueur. Quand le Jam meter se remplit (si le joueur obtient 25 Cool, 50 Good ou une combinaison des deux d'affilée), un nombre abusivement gros apparaît au-dessus de l'avatar du joueur pour indiquer son niveau actuel de "Jam Combo". Le but du joueur est d'obtenir à la fois un haut combo individuel et un haut "Jam Combo". Dans la mesure où la jauge se remplit plus vite lorsque le joueur obtient des Cool que lorsqu'il obtient des Good, deux joueurs peuvent obtenir un "full combo" (ne rater aucune note et ne faire aucun Bad) mais toujours avoir un nombre différent de Jam Combo.
Quand un joueur obtient quinze Cool d'affilée, une pilule bleue apparait dans le "pill meter" (jauge de pilules), avec un maximum de 5 pilules. Chacune de ces pilules transformera un Bad en un Cool, permettant au combo du joueur de se poursuivre.
Après que tous les joueurs aient fini de jouer la chanson, leurs pointages individuels sont comparés les uns aux autres, et tous les joueurs gagnent des Gems (gemmes) en fonction de leur performance.
Les joueurs se mettent au défi notamment en augmentant ou en diminuant la vitesse à laquelle les notes descendent. Les coefficients multiplicateurs de la vitesse de base sont : x0.5, x1, x1.5, x2, x2.5, x3, x4, x5, x6, et x8. Ces modificateurs sont souvent sujets à débat dans les salons VS, puisque beaucoup de joueurs tentent de jouer à la plus haute vitesse possible, tandis que d'autres préfèrent avoir les notes un peu plus lentes. Avec beaucoup de chansons difficiles, la vitesse x1 est utilisée pour augmenter la difficulté, dans la mesure où les notes se retrouvent collées les unes aux autres, rendant la lecture plus difficile. Augmenter la vitesse de chute des notes n'affecte pas la musique du tout, mais à la place écarte les notes les unes des autres, les rendant (dans les cas non extrêmes) plus simples à lire bien qu'elles n'apparaissent sur l'écran que moins de temps.
Depuis le 17 janvier 2006, la vitesse x8 a été remplacée par la vitesse xR dans la version malaisienne d'O2Jam. Ce mode attribue une vitesse différente à chaque colonne de notes quand la chanson est jouée, rendant les chansons encore plus compétitives et délicates à mémoriser.

## Monnaie
O2Jam possède deux moyens pour payer les objets dans le jeu : le joueur peut soit payer en e-Points achetés via de l'argent réel, soit payer en Gems, lesquelles sont obtenues en jouant des chansons.
Les e-Points sont la monnaie universelle sur le site malaisien d'O2Jam, hébergé par e-Games. Le prix est d'environ 6 $ pour 200 e-Points, avec des remises lors d'achats en masse. Fut un temps, e-Games distribuait gratuitement des e-Points une fois par mois aléatoirement à l'un des inscrits à leur circulaire. Les chansons et les accessoires d'avatars peuvent être achetés avec des e-Points, leur prix dépassant rarement 50 e-Points par chanson ou objet. Le prix le plus élevé pour une chanson est de 50 e-Points et le plus bas de 10 e-Points. Dans la version philippine, 1 e-Point équivaut à environ 1 PhP. Le MCASH est l'équivalent chinois des e-Points.
Les Gems sont obtenues par les joueurs qui jouent soit en mode solo jusqu'au niveau 10 soit en salon multijoueur (salons VS ou album). Plus un joueur réussit une chanson (c'est-à-dire plus il obtient de Cool et de Good, et plus son combo max et Jam Combo sont élevés) et plus la chanson est difficile, plus il obtient de Gems. Depuis le 9 septembre 2006, des bonus ont été ajoutés aux Gems sur certains serveurs malaisiens. Thalia donne +10 % et Kleo +20 % de Gem par chanson. Environ la moitié des objets pour avatar, et un petit nombre de chanson à péage sont achetables via cette monnaie dans le jeu. Le prix le plus élevé pour une chanson est de 60 000 Gems et le moins élevé de seulement 4000.

## Modèle économique
La version coréenne d'O2Jam est fournie avec les versions à péage et gratuites.
La version à péage offre aux joueurs un certain nombre d'options supplémentaires comme des avatars, des chansons supplémentaires, ou le Level Up (lorsqu'ils sont sur les serveurs gratuits, les joueurs sont à même de gagner de l'expérience et en conséquence de monter en niveau (level up)).
Depuis le premier décembre 2005, la version malaisienne d'O2Jam est devenue gratuite pour tous les joueurs. Cependant, les utilisateurs doivent payer pour pouvoir jouer la majorité des chansons. Gagner de l'expérience, acheter des objets pour avatar ou jouer toutes les chansons gratuites (qui sont actuellement au nombre de 167, les 12 chansons achetables avec des Gems étant comptées) sont librement disponibles pour tous les utilisateurs. Depuis le 25 octobre 2007, il y a 149 chansons à péage sur la version malaisienne d'O2Jam, ce qui fait un total de 316 chansons (sans compter celles qui ont été auparavant supprimées) sur le serveur du pays concerné.

## Version mobile
O2Jam U est sorti en 2012 sur iOS et Android. Il a reçu la note de 3,5/5 sur TouchArcade.